# Lord-prévôt d'Aberdeen
Le lord-prévôt d'Aberdeen (Lord Provost of Aberdeen en anglais) est le convener de la Aberdeen City local authority en Écosse.
Il est élu par le conseil municipal et sert non seulement comme président de ce corps, mais comme une figure de proue pour toute la ville. Il est équivalent à bien des égards à l'institution du maire qui existe dans beaucoup d'autres pays.
Chacune des 32 autorités locales écossaises élit un convener ou prévôt, mais seules les villes de Glasgow, Édimbourg, Aberdeen et Dundee élisent un lord-prévôt. Cela a été confirmé dans la Local Government (Scotland) Act 1973 et plus tard dans la Local Government etc. (Scotland) Act 1994.
Depuis 1899, le lord-prévôt d'Aberdeen a également été ex officio lord-lieutenant de la ville. À la suite de la réorganisation du Local Government etc. (Scotland) Act 1994, cet arrangement a été confirmé dans la Lieutenancies Act 1997.

## XIIIesiècle
- (1272–1273) Richard Cementarius
- (1273–1274) Mathew Greatheued
- (1281–1282) Mathew Greatheued
- (1284–1285) Malcolm de Pelgoneni

## XIVesiècle
- (1309–1310) Duncan de Malanell
- (1321–1322) Duncan Kynnedy
- (1326–1329) Symon Gelehach
- (1329–1332) William Strabrock
- (1332–1333) Symon Gelehach
- (1333–1335) William Strabrock
- (1340–1341) Colin Adamson
- (1341–1342) David Fyngask
- (1343–1344) Thomas Mercer
- (1348–1349) Thomas Lynton
- (1349–1351) Robert Edynhame
- (1351–1356) William Leith
- (1361–1363) Thomas Mercer
- (1366–1367) Laurence Garoock
- (1367–1368) Laurence de Foty
- (1372–1374) William Leith
- (1382–1383) Alexander Bannerman
- (1383–1384) John Tulloh
- (1385–1391) Laurence de Foty
- (1391–1395) William de Camera
- (1395–1396) William Andrewson
- (1396–1399) William de Camera
- (1399–1401) Adam de Benyn

## XVesiècle
- (1401–1404) Laurence de Leith
- (1404–1405) William de Camera II
- (1405–1409) Robert Davidson
- (1409–1410) John Fichet
- (1410–1411) Robert Davidson
- (1411–1412) Andrew Giffard
- (1412–1413) Thomas de Camera
- (1413–1415) William Jackson
- (1416–1417) Thomas Roull
- (1419–1420) Thomas Giffard
- (1420–1421) John Vaus
- (1421–1423) William Kintore
- (1423–1424) Gilbert Menzies
- (1424–1425) William Kintore
- (1425–1426) John Vaus
- (1426–1428) Gilbert Menzies
- (1428–1431) John Vaus
- (1431–1435) Thomas de Camera
- (1435–1436) John de Scroggs I
- (1436–1437) John Vaus
- (1437–1438) John de Fyfe
- (1438–1439) Thomas de Camera
- (1439–1440) Gilbert Menzies
- (1440–1441) John de Fyfe
- (1441–1442) Mathew Fichet
- (1442–1443) John Marr
- (1444–1446) John Vaus
- (1446–1447) Alexander de Camera
- (1447–1448) William Scherar
- (1448–1449) John de Fyfe
- (1449–1451) John de Scroggs II
- (1451–1453) John de Fyfe
- (1453–1454) John Marr
- (1454–1455) Andrew Menzies
- (1455–1456) John de Scroggs II
- (1456–1458) John de Fyfe
- (1458–1461) Richard Kintore
- (1461–1462) Andrew Menzies
- (1462–1467) Richard Kintore
- (1467–1470) Alexander Chalmers
- (1470–1471) Andrew Alanson
- (1471–1472) Richard Kintore
- (1472–1473) Andrew Scherar
- (1473–1474) Andrew Alanson
- (1474–1475) Alexander Chalmers
- (1475–1476) Alexander Menzies
- (1476–1477) Andrew Scherar
- (1477–1478) Alexander Chalmers
- (1478–1479) Andrew Scherar
- (1479–1480) Alexander Chalmers
- (1480–1481) Alexander Menzies
- (1481–1482) James Leslie
- (1482–1483) Robert Blinseile
- (1483–1484) John Rutherford
- (1484–1485) Alexander Chalmers
- (1485–1486) John Rutherford
- (1486–1487) Alexander Menzies
- (1487–1488) John Rutherford
- (1488–1489) David Menzies
- (1489–1491) John Rutherford
- (1491–1492) John Cullen
- (1492–1493) John Rutherford
- (1493–1494) Alexander Reid
- (1494–1495) David Menzies
- (1495–1496) Alexander Chalmers
- (1496–1501) John Rutherford

## XVIesiècle
- (1501–1504) Alexander Menzies
- (1504–1505) John Leslie
- (1505–1507) Andrew Cullen
- (1507–1514) Gilbert Menzies
- (1514–1516) John Mar
- (1516–1521) Gilbert Menzies
- (1521–1522) John Collison
- (1522–1525) Gilbert Menzies
- (1525–1526) Thomas Menzies
- (1526–1533) Gilbert Menzies
- (1533–1535) Thomas Menzies
- (1535–1536) Andrew Cullen
- (1536–1537) Gilbert Menzies
- (1537–1545) Thomas Menzies
- (1545–1547) George Gordon, 4e comte de Huntly
- (1547–1576) Thomas Menzies
- (1576–1588) Gilbert Menzies
- (1588–1590) Thomas Menzies
- (1590–1591) Alexander Cullen
- (1591–1592) Alexander Rutherford
- (1592–1593) Thomas Menzies
- (1593–1594) John Cheyne
- (1594–1595) John Collison
- (1595–1596) Thomas Menzies
- (1596–1597) Alexander Rutherford
- (1597–1598) Alexander Chalmers
- (1598–1599) Alexander Rutherford
- (1599–1600) Alexander Cullen

## XVIIesiècle
- (1600–1601) Alexander Rutherford
- (1601–1602) Alexander Cullen
- (1602–1603) Thomas Menzies
- (1603–1604) Alexander Rutherford
- (1604–1605) David Menzies
- (1605–1606) Alexander Rutherford
- (1606–1607) Alexander Cullen
- (1607–1608) Alexander Rutherford
- (1608–1609) Alexander Cullen
- (1609–1610) Alexander Rutherford
- (1610–1611) Alexander Cullen
- (1611–1615) Alexander Rutherford
- (1615–1620) Thomas Menzies
- (1620–1622) David Rutherford
- (1622–1623) George Nicholson
- (1623–1634) Paul Menzies
- (1634–1635) Patrick Leslie
- (1635) Paul Menzies
- (1635) Robert Johnston
- (1635–1637) Alexander Jaffray
- (1637–1638) Robert Johnston
- (1638–1639) Alexander Jaffray
- (1639–1641) Patrick Leslie
- (1641–1642) Alexander Jaffray
- (1642–1644) Patrick Leslie
- (1644–1645) Robert Farquhar
- (1645–1647) Thomas Gray
- (1647–1648) Patrick Leslie
- (1648–1649) Thomas Gray
- (1649–1650) Alexander Jaffray
- (1650–1651) Robert Farquhar
- (1651–1652) Alexander Jaffray
- (1652–1655) George Morison
- (1655–1656) Thomas Gray
- (1656–1657) George Cullen
- (1657–1660) John Jaffray
- (1660–1662) Gilbert Gray
- (1662–1663) William Gray
- (1663–1664) Gilbert Gray
- (1664–1666) Robert Petrie
- (1666–1667) Gilbert Gray
- (1667–1671) Robert Petrie
- (1671–1674) Robert Forbes
- (1674–1675) Robert Petrie
- (1676–1685) George Skene
- (1685–1688) George Leslie
- (1688–1690) Alexander Gordon
- (1690–1691) John Sandilands
- (1691–1695) Walter Cochran
- (1695–1697) Robert Cruickshank
- (1697) John Johnston
- (1697–1698) Alexander Walker
- (1698–1700) Thomas Mitchell

## XVIIIesiècle
- (1700–1702) John Allardes
- (1702–1704) Thomas Mitchell
- (1704–1705) Alexander Patton
- (1705–1708) John Gordon
- (1708–1710) John Allardes
- (1710–1712) John Ross
- (1712–1714) John Allardes
- (1714–1715) Robert Stewart
- (1715–1716) Patrick Bannerman
- (1716) Robert Stewart
- (1716–1718) John Gordon
- (1718–1720) George Fordyce
- (1720–1722) Robert Stewart
- (1722–1724) George Fordyce
- (1724–1726) Robert Stewart
- (1726–1728) George Fordyce
- (1728–1730) William Cruickshank
- (1730–1732) James Morison Snr
- (1732–1734) William Cruickshank
- (1734–1736) Hugh Hay
- (1736–1738) John Robertson
- (1738–1740) William Chalmers
- (1740–1742) Alexander Robertson
- (1742–1744) Alexander Aberdein
- (1744–1746) James Morison Jnr
- (1746–1748) William Chalmers
- (1748–1750) Alexander Robertson
- (1750–1752) Alexander Livingstone
- (1752–1754) James Morison Jnr
- (1754–1756) William Mowat
- (1756–1758) Alexander Robertson
- (1758–1760) John Duncan
- (1760–1762) William Davidson
- (1762–1764) John Duncan
- (1764–1766) George Shand
- (1766–1768) John Duncan
- (1768–1770) James Jopp
- (1770–1772) George Shand
- (1772–1774) James Jopp
- (1774–1776) Adam Duff
- (1776–1778) James Jopp
- (1778–1780) William Young
- (1780–1782) James Jopp
- (1782–1784) William Young
- (1784–1786) William Cruden
- (1786–1787) James Jopp
- (1787–1789) John Abercrombie
- (1789–1791) William Cruden
- (1791–1793) George Auldjo
- (1793–1795) John Abercrombie Jnr
- (1795–1797) George More
- (1797–1799) Thomas Leys
- (1799–1801) John Dingwall

## XIXesiècle
- (1801–1803) James Hadden
- (1803–1805) Thomas Leys
- (1805–1807) Alexander Brebner
- (1807–1809) George More
- (1809–1811) James Hadden
- (1811–1813) James Young
- (1813–1815) James Hadden
- (1815–1817) Alexander Fraser
- (1817–1818) Charles Forbes
- (1818–1820) Alexander Brebner
- (1820–1822) Gavin Hadden
- (1822–1824) Alexander Brown
- (1824–1826) Gavin Hadden
- (1826–1828) Alexander Brown
- (1828–1830) Gavin Hadden
- (1830–1832) James Hadden
- (1832–1833) Gavin Hadden
- (1833–1836) James Blaikie
- (1836–1839) James Milne
- (1839–1847) Thomas Blaikie
- (1847–1850) George Thompson Jnr
- (1850–1853) George Henry
- (1853–1856) Thomas Blaikie
- (1856–1859) John Webster
- (1859–1865) Alexander Anderson, premier lord-prévôt d'Aberdeen
- (1865–1869) Alexander Nichol
- (1869–1874) William Leslie
- (1874–1880) George Jamieson, (Liberal)
- (1880–1883) Peter Esslemont, (Liberal)
- (1883–1886) James Matthews
- (1886–1889) William Henderson, (Liberal)
- (1889–1895) David Stewart, (Conservative)
- (1895–1898) Daniel Mearns
- (1898–1902) John Fleming, (Liberal) premier lord-lieutenant d'Aberdeen

## XXesiècle
- (1902–1905) James Walker
- (1905–1908) Alexander Lyon
- (1908–1911) Alexander Wilson
- (1911–1914) Adam Maitland
- (1914–1919) James Taggart KBE
- (1919–1925) William Meff
- (1925–1929) Andrew Lewis
- (1929–1932) James Rust
- (1932–1935) Henry Alexander
- (1935–1936) Edward W Watt
- (1936–1947) Thomas Mitchell
- (1947–1951) Duncan Fraser, (Labour)
- (1951–1952) William Reid
- (1952–1955) John Graham, (Labour)
- (1955–1961) George Stephen
- (1961–1964) John Graham, (Labour)
- (1964–1967) Norman Hogg, (Labour)
- (1967–1970) Robert Lennox, (Labour)
- (1970–1971) James Lamond, (Labour)
- (1971–1975) John Farquharson Smith, (Labour)
- (1975–1977) Robert Lennox, (Labour)
- (1977–1980) William James Fraser (Labour)
- (1980–1984) Alexander C Collie, (Labour)
- (1984–1988) Henry Rae, (Labour)
- (1988–1992) Robert Robertson (Labour)
- (1992–1996) James Wyness (Labour)
- (1996–1999) Margaret Farquhar, (Labour) première femme lord-prévôt d'Aberdeen
- (1999–2003) Margaret Elizabeth Smith, (Labour)

## XXIesiècle
- (2003–2007) John Michael Reynolds, (Liberal Democrats)
- (2007–2012) Peter James Stephen, (Liberal Democrats)
- (2012–2017) George Adam, (Labour)
- (2017-aujourd'hui) Barney Crockett (Labour)